# Wilhelm Ludwig Friedrich Lang
Wilhelm Ludwig Friedrich Lang (* 18. Juli 1821 in Karlsruhe; † 29. Mai 1884 ebenda) war ein badischer Verwaltungsbeamter und Parlamentarier.

## Leben
Wilhelm Lang, Sohn eines Gymnasialprofessors, studierte ab 1839 Rechtswissenschaften an der Ruprecht-Karls-Universität Heidelberg. 1840 wurde er Mitglied des Corps Suevia Heidelberg. 1844 wurde er Rechtspraktikant. 1850 erhielt er eine Stellung als Assessor beim Bezirksamt Müllheim, wo er 1856 zum Amtmann ernannt wurde. Als 1857 in Baden auf Ämterebene die Trennung von Verwaltung und Justiz vorgenommen wurde, wurde er Amtsrichter am Amtsgericht Müllheim. 1862 wurde er Oberamtmann und Amtsvorstand des Bezirksamt Eppingen ernannt. 1866 wechselte er als Amtsvorstand zum Bezirksamt Weinheim. 1883 wurde er aus gesundheitlichen Gründen pensioniert.
Lang gehörte von 1871 bis 1874 als unabhängiger Abgeordneter für den Wahlkreis 50 (Amt Eppingen und Orte des Amts Sinsheim) der Zweiten Kammer der Badischen Ständeversammlung an.

## Auszeichnungen
- Kriegsdenkmünze für die Feldzüge 1870–71 (Deutsches Reich)
- Ritterkreuz I. Klasse des Ordens vom Zähringer Löwen, 1872